# Terry Hutchinson
Pour les articles homonymes, voir Hutchinson.
Terry Hutchinson est un skipper américain.   

## Palmarès
Hutchinson a participé en 2007 à la 32e coupe de l'America au sein de l'équipage d’Emirates Team New Zealand qu'il a rejoint en juin 2004 en tant que tacticien. Aux côtés de Dean Barker, il a atteint la finale contre le défi suisse d'Alinghi. Hutchinson avait auparavant participé à deux coupes de l'America, en 2000 avec America One  et en 2003 avec Stars and Stripes. 
Il a été champion du monde de J24 en 1998 et de TP 52 en 2010. 